# Craspidaster hesperus
Craspidaster hesperus är en sjöstjärneart som först beskrevs av Johannes Peter Müller och Franz Hermann Troschel 1840.  Craspidaster hesperus ingår i släktet Craspidaster och familjen kamsjöstjärnor.

## Underarter
Arten delas in i följande underarter:
- C. h. glauconotus
- C. h. hesperus